# Christian Geijer
Christian August Geijer, född 30 augusti 1880 i Brattfors socken, död 17 september 1968 i Karlstad, var en svensk ingenjör.
Efter genomgång av hyttkursen vid Filipstads bergsskola samt Örebro tekniska gymnasium blev Geijer 1902 verkmästare vid Uddeholms AB:s sulfitfabrik i Årås. Han blev andre ingenjör där 1905 och var dess chef 1907–1914. 1914 blev Geijer chefsingenjör vid Skoghalls sulfitfabrik. Han utarbetade anläggningsplanen för sulfat- och sulfitfabrikerna där samt ledde uppförandet av sulfitfabriken med de dithörande sulfitsprit-, kolpulver- och eterfabrikerna. Han företog ett flertal studieresor till utlandet, bland annat Storbritannien, Tyskland, Italien, Frankrike, Norge, Finland och USA, och som uppfinnare gjorde han flera nykonstruktioner på sitt område. År 1944 blev han överingenjör.
Christian Geijer var son till bruksägaren Herman August Geijer av släkten Geijer. Han var bror till militären Reinhold Geijer och far till militären Sten Geijer.